# Federico Audisio di Somma
Federico Audisio di Somma (Torino, 14 marzo 1955) è uno scrittore italiano, vincitore del Premio Bancarella nel 2002 con L'uomo che curava con i fiori. Nel novembre 2022 ha vinto il Premio Pannunzio con il romanzo PAN, libro che ha anche ottenuto la menzione speciale della giuria del Premio Nabokov 2022. 

## Biografia
Dopo la laurea in Medicina e Chirurgia presso l'Università degli Studi di Torino e la specializzazione in Medicina del Lavoro, lavora fino al 1997 presso il reparto di Medicina Preventiva e del Lavoro de le Molinette. Si dimette per dedicare metà del proprio tempo alla scrittura. 

## Opere
- L'uomo che curava con i fiori, 2002 Piemme
- Il fiore dell'omeopata, 2003 Piemme
- Pura Pittura, 2017 Gli Ori
- Pier Tancredi De-Coll, 2018 Gli Ori
- Siddharta Rave, 2018 Cairo Editore
- PAN, 2021 SEM Società Editrice Milanese